# Oosterzele
Oosterzele este o comună neerlandofonă situată în provincia Flandra de Est, regiunea Flandra din Belgia. La 1 ianuarie 2008 avea o populație totală de 13.241 locuitori.

## Geografie
Comuna actuală Oosterzele a fost formată în urma unei reorganizări teritoriale în anul 1977, prin înglobarea într-o singură entitate a 6 comune învecinate. Suprafața totală a comunei este de 43,12 km². Comuna este subdivizată în secțiuni, ce corespund aproximativ cu fostele comune de dinainte de 1977. Acestea sunt:
| - I. Oosterzele - II. Balegem - III. Scheldewindeke - IV. Moortsele - V. Landskouter - VI. Gijzenzele |

Localitățile limitrofe sunt:
| - a. Wetteren - b. Westrem (Wetteren) - c. Bavegem (Sint-Lievens-Houtem) - d. Letterhoutem (Sint-Lievens-Houtem) - e. Sint-Lievens-Houtem - f. Elene (Zottegem) - g. Velzeke-Ruddershove (Zottegem) |

| - h. Dikkelvenne (Gavere) - i. Baaigem (Gavere) - j. Munte (Merelbeke) - k. Bottelare (Merelbeke) - l. Lemberge (Merelbeke) - m. Gontrode (Melle) - n. Melle |

## Localități înfrățite
- Germania: Oberkirch.